# 王文炳 (光緒進士)
王文炳，廣東省廣州府香山縣人，清朝政治人物、進士出身。
光緒六年（1880年），参加庚辰科殿試，會試第一百三十二名，殿試登進士二甲第93名。同年五月，著分部學習，授吏部主事，后選授浙江富阳县知縣。历署钱塘县知县，后實授。擔任庚子科浙江乡试同考官。